# Opernhaus Dortmund
Opernhaus Dortmund je operní scéna v Dortmundu na severozápadě Německa. Provozuje ji organizace Dortmund Theater. Scéna sídlí v objektu zpřístupněném roku 1966, jenž nahradil původní budovu otevřenou roku 1904 a zničenou v bojích první světové války. Objekt z roku 1966 navrhli architekti Heinrich Rosskotten s Edgarem Tritthartem. Pro stavbu zvolili pozemek, na němž stávala Stará synagoga, kterou nacisté ve třicátých letech 20. století zbourali. Architekti navrhli objekt, ve kterém je jasně odděleno jeviště s technickými prostory stavby, jimž dominují přímé linie, a hlediště situované pod betonovou střechou.
Slavnostní otevření nově postaveného objektu, v němž jsou prostory pro operní nebo baletní představení, pro koncerty či dramata vyžadující velké jeviště, se uskutečnilo 3. března 1966, a to představením opery Růžový kavalír od německého skladatele Richarda Strausse. Dne 22. listopadu 1997 zde měla premiéru opera „Kniefall in Warschau“ (v překladu Pokleknutí ve Varšavě) skladatele Gerharda Rosenfelda, k níž napsal libreto Philipp Kochheim. Děj hudebního díla v devíti obrazech mapuje výrazné momenty života Willyho Brandta od jeho útěku do exilu až po závěr života. Ústřední scéna opery zachycuje kancléřovo pokleknutí před varšavským pomníkem v roce 1970.